# Scilla werneri
Scilla werneri är en sparrisväxtart som beskrevs av De Wild. Scilla werneri ingår i släktet blåstjärnesläktet, och familjen sparrisväxter. Inga underarter finns listade i Catalogue of Life.